# Lada Vesta

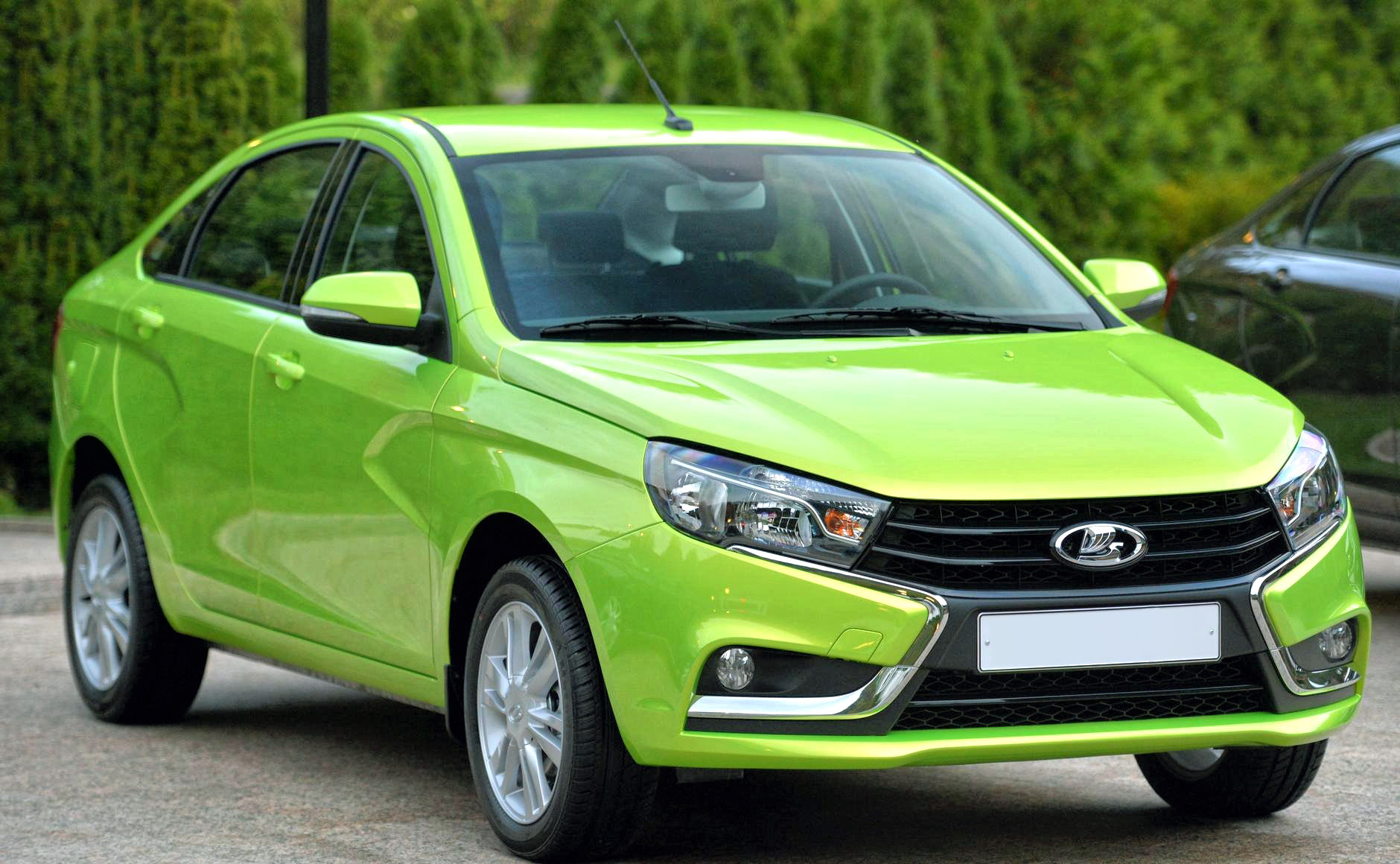
Lada Vesta

Lada Vesta är en personbil från Lada. Vesta visades upp på Moskvas bilsalong 2014. Bilen, som är en fyrdörrars sedan, formgavs av den brittiske designern Steve Mattin och ska bli en ersättare till Lada Priora. Produktionen startade i september 2015. I oktober 2015 provkörde Vladimir Putin en grön Lada Vesta i Sotji. Vesta började säljas i Ryssland i slutet av november 2015.

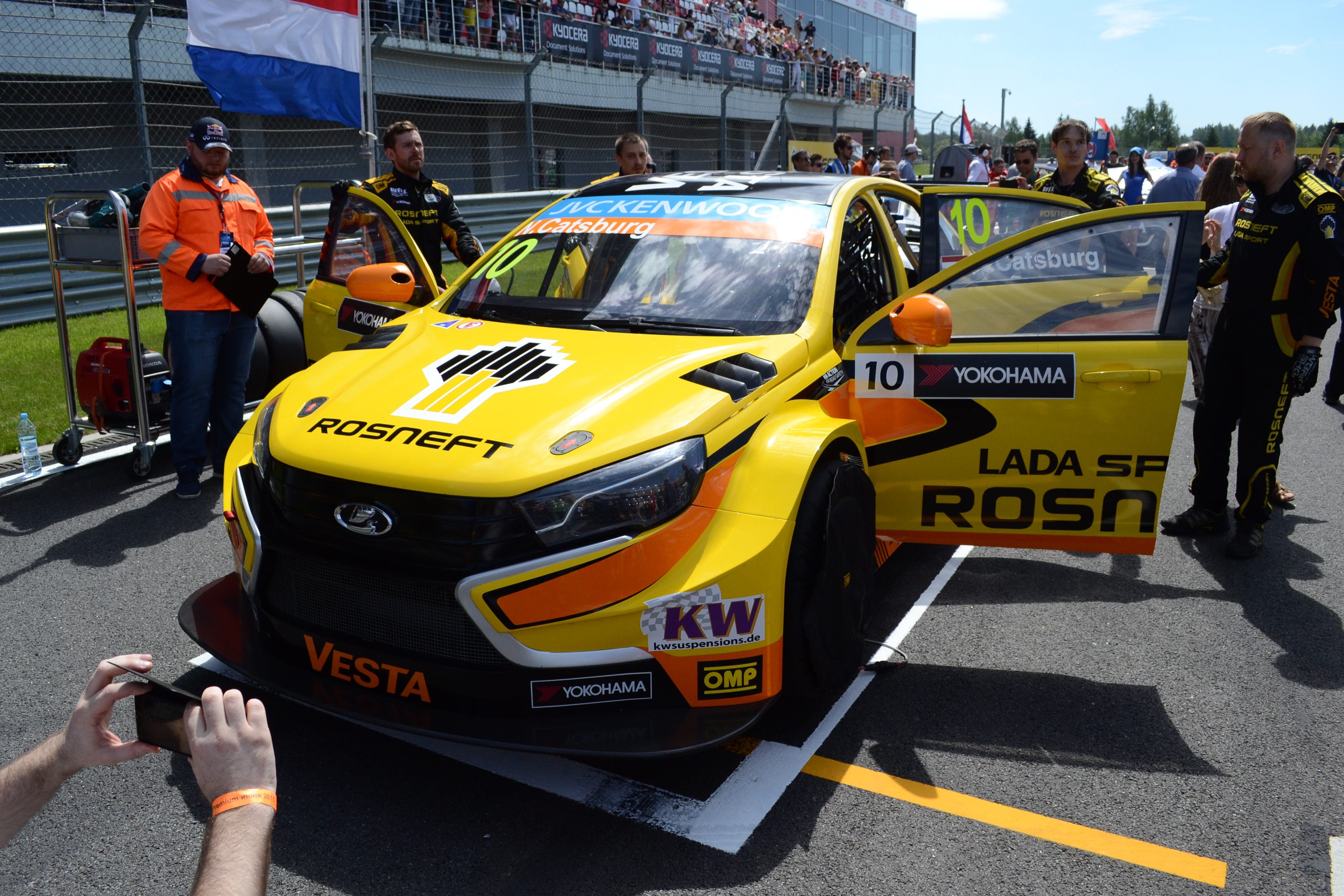
Lada Vesta WTCC.

Racingversion Lada Vesta TC1 gjorde debut i WTCC i mars 2015.